# Bachant
Bachant é uma comuna francesa na região administrativa de Altos da França, no departamento do Norte. Estende-se por uma área de 9.37 km². Em 2010 a comuna tinha 2 323 habitantes (densidade: 247,9 hab./km²).